# Baltasar Albéniz
Baltasar Albéniz (ur. 6 stycznia 1905 w Eibarze, zm. 29 listopada 1978 w Pampelunie) – hiszpański trener piłkarski.
W trakcie swojej trenerskiej kariery prowadził takie zespoły jak
- Deportivo Alavés (dwukrotnie: w 1939 z zajętym 8. miejscem w Segunda División i w sezonie 1947/48 z zajętym 7. miejscem w Tercera División),
- Celta Vigo (sezon 1943/44 z 14. miejscem w Primera División),
- RCD Espanyol (w dwóch następnych sezonach Primera División: 1944/45 i 1945/46 z zajętymi kolejno 9. i 12. miejscem),
- Real Madryt (dwukrotnie: w sezonie Primera División 1946/47 z 7. miejscem w tabeli i zdobytym Pucharem Króla oraz w sezonie 1950/51 z zajętym 9. miejscem),
- CA Osasuna (czterokrotnie: w sezonie Segunda División 1955/56 z zajętym 1. miejscem, w sezonie Primera División 1956/57 z 6. miejscem, w części sezonu Segunda División 1963/64 z 5. miejscem i sezonie Tercera División 1970/71 z 4. miejscem),
- Athletic Bilbao (w sezonie Primera División 1957/58 z 6. miejscem),
- UD Las Palmas (w sezonie Primera División 1958/59 z 14. miejscem),
- Real Sociedad (w dwóch kolejnych sezonach Primera División 1960/61 i 1961/62 zajęte 8. i 15. miejsce).